# Sophie Dann
Sophie Dann (* 3. März 1900 in Augsburg; † 18. Dezember 1993 in Sharpthorne, Sussex) war eine deutsch/englische Kindergärtnerin, Pädagogin, Säuglingsschwester, Gründerin einer Mütterschule und Mitarbeiterin von Anna Freud.

## Leben

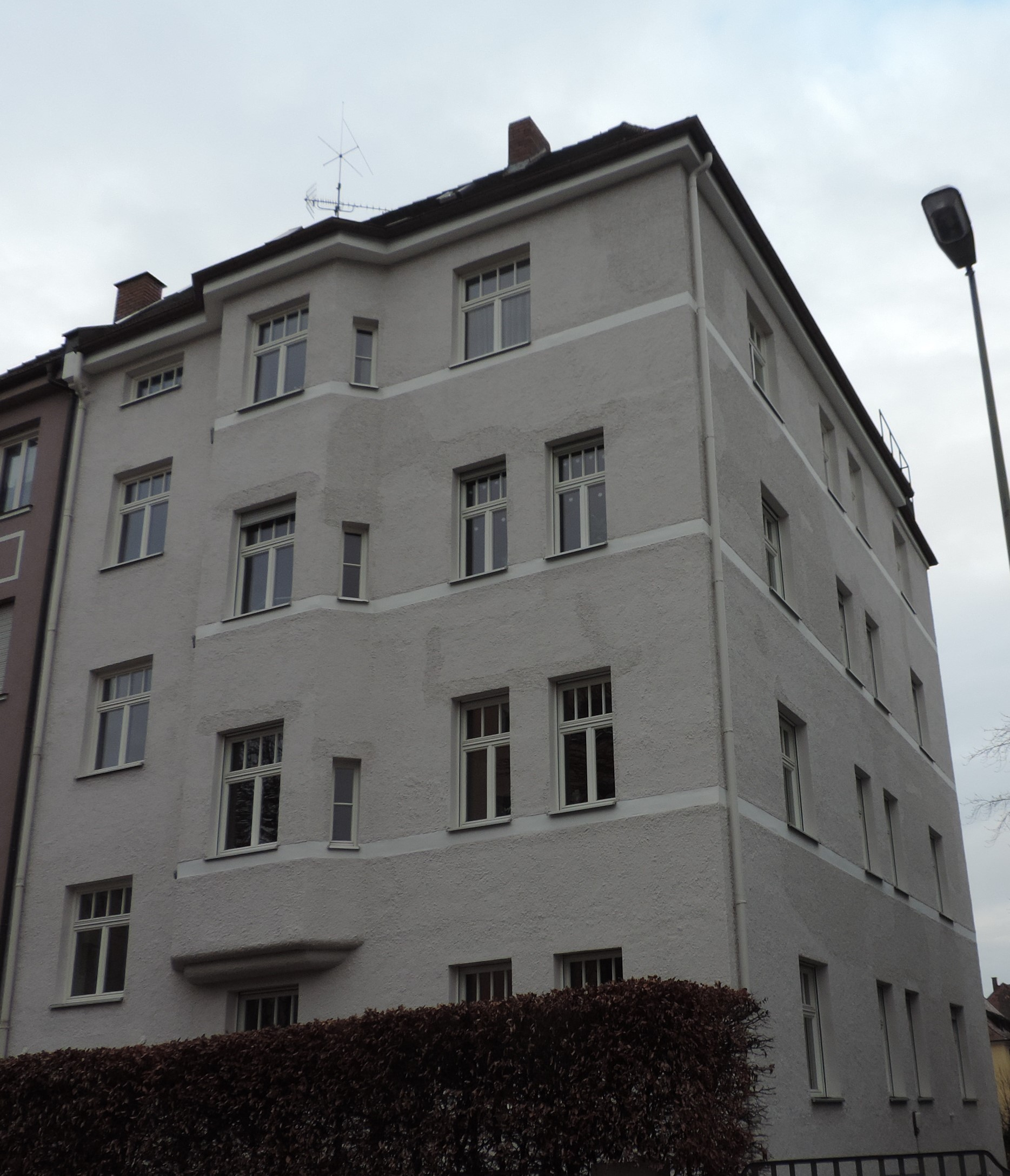
Wohnhaus der Familie Dann in Augsburg

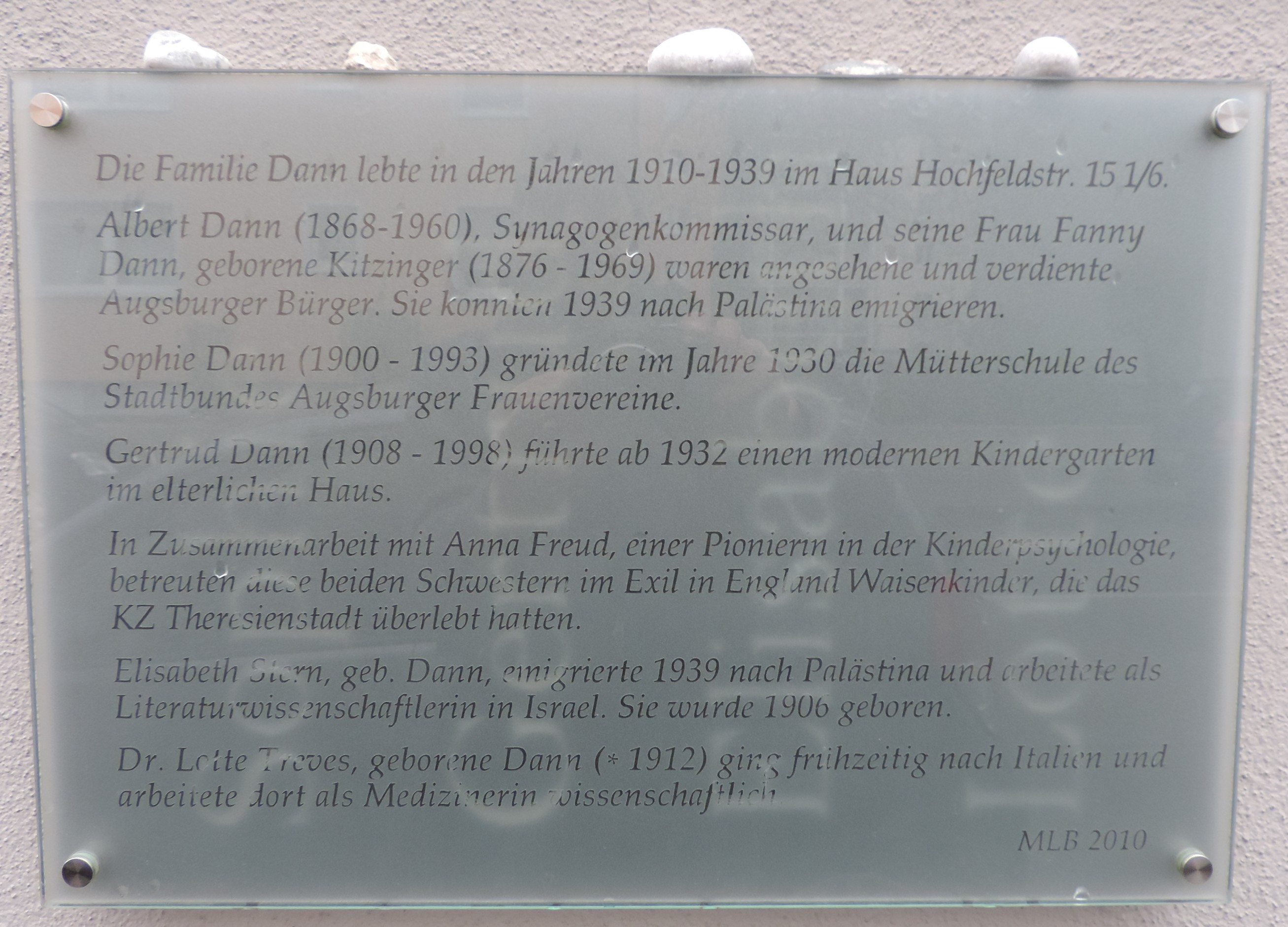
Erinnerungstafel am Wohnhaus der Familie Dann

Sophie stammte aus einer alten, sehr angesehenen jüdischen Familie. Ihr Vater Albert Dann (geb. 1868) war »Kommerzienrat«, Synagogenkommissar und Wohltäter der Stadt Augsburg. Er war Besitzer einer Firma für Kurz- und Manufakturwaren. Albert Dann stammte aus Frankfurt am Main, seine Frau Fanny, geb. Kitzinger (geb. 1876), aus Fürth. Das Paar heiratete 1899 und hatte insgesamt fünf Töchter: Sophie, Thea (* 1901, starb schon 1918), Elisabeth (* 1906), Gertrud (1908–1998) und Lotte (* 1912). Die jüdische Familie führte ein gastfreundliches Haus..., in dem viele bekannte Persönlichkeiten verkehrten, so beispielsweise Martin Buber und die 'Puppenmutter' Käthe Kruse. Die Älteste der Dann-Schwestern, besuchte nach der Volksschule das protestantische Anna Barbara von Stettensches Institut Augsburg.
Nach einer Kindergärtnerinnen- und Säuglingsschwesterausbildung, gründete Dann 1930 die Mütterschule des Stadtbundes Augsburger Frauenvereine, zugleich war sie Geschäftsführerin des Hauspflegevereins. 1933 musste sie wegen ihrer „jüdischen Versippung“ ihre Tätigkeit aufgeben und arbeitete in der Wohlfahrtspflege für die jüdische Gemeinde. Zusammen mit ihrer Schwester Gertrud emigrierte sie 1939 nach Großbritannien. Dort verdiente sich Dann als Hausangestellte nur mühsam ihren Lebensunterhalt. Ab 1941 arbeitete sie als Leiterinnen der Säuglings-, Kleinkinder- und Krankenabteilung im Kriegskinderheim Hampstead Nursersies in London, das von der Tochter von Sigmund Freud, Anna Freud, geleitet wurde. Über ihre Arbeit publizierte Dann zwei Schriften: Kriegskinder (1942) und Anstaltskinder (1943).
Ab 1945 pflegte Dann, die 1946 die britische Staatsbürgerschaft annahm, in Sussex sechs Waisenkinder aus dem KZ Theresienstadt. Die Kinder waren nicht ganz drei bis fast vier Jahre alt; sie hatten keinen Begriff von richtigen Essen, waren nur an irgendwelche Breie gewöhnt, hatten nie Spielzeug gesehen, kannten keine Blumen und keine Bäume, keine Läden und natürlich auch keine richtigen Wohnungen. Sie... sprachen ein gänzlich unverständliches Gemisch von Sprachen.  Über diese äußerst schwierige und belastende Arbeit veröffentlichte Dann ihre Beobachtungen an Kleinkindern bei der Anpassung an die neue Sprache, ein trauriger und zugleich hoffnungsvoller Bericht Nachfolgend war Dann als Sekretärin an der 'Hampstead Child Therapy Course and Clinic' tätig und pflegte bedürftige Menschen.
Ihre letzten Lebensjahre verbrachte Dann zusammen mit ihrer Schwester in einem Altenheim in der Grafschaft Sussex.

## Veröffentlichungen
- Sophie Dann: Beobachtungen an Kleinkindern bei der Anpassung an eine neue Sprache. In: Schule und Psychologie. 1960, S. 375–381.
- Anna Freud, Dorothy T. Burlingham, Sophie Dann: Heimatlose Kinder: zur Anwendung psychoanalytischen Wissens auf die Kindererziehung. Frankfurt am Main 1971.